# Kampf um die 5. Galaxis
Kampf um die 5. Galaxis (Originaltitel: L’umanoide) ist ein italienischer Science-Fiction-Film des Regisseurs Aldo Lado aus dem Jahr 1979, der von Merope Film produziert wurde. Die Low-Budget-Produktion gilt nach dem im Vorjahr erschienenen Star Crash – Sterne im Duell als das zweite italienische Plagiat des amerikanischen Welterfolgs von 1977, Krieg der Sterne. Die deutsche Premiere fand am 22. Juni 1979 statt.

## Handlung
Fünfundzwanzig Jahre nach dem letzten Atomkrieg ist dem finsteren Lord Graal die Flucht aus dem Gefängnissatelliten gelungen, der nun erneut danach trachtet, seinem Bruder die Herrschaft über die Galaxis zu entreißen. Dabei behilflich sein soll ihm Dr. Kraspin, der die Substanz Kappatron entwickelt hat, die jeden Menschen in einen willenlosen und gefügigen Humanoiden verwandeln kann. Der auf Lord Graals Planeten notgelandete Frachterpilot Golob wird in einem ersten Experiment in einen solchen Humanoiden verwandelt und sogleich damit beauftragt, auf dem Planeten Metropolis (vormals Erde genannt) die Wissenschaftlerin Barbara Gibson zu töten, die einst an der Entwicklung des Kappatron mitgewirkt hat und deshalb in der Lage ist, dieses zu neutralisieren. Mit Hilfe des verwegenen Soldaten Nick kann der Anschlag verhindert werden und unter dem Einfluss des in den magischen Kräften begabten Jungen Tom Tom wird Golob trotz seiner Verwandlung aus der Beeinflussung durch Lord Graal befreit. Zusammen machen sie sich nun auf, um die Galaxie vor dem bösen Lord zu retten und um Golob wieder in einen Menschen zurück zu verwandeln.

## Synchronisation
Die Vertonung ins Deutsche wurde von der Berliner Synchron GmbH vorgenommen. Für Dialogbuch und Dialogregie zeichnete Arne Elsholtz verantwortlich.
- Corinne Cléry: Rita Engelmann
- Leonard Mann: Ulrich Matthes
- Richard Kiel: Helmut Krauss
- Ivan Rassimov: Heinz Petruo
- Barbara Bach: Marianne Groß
- Arthur Kennedy: Wolfgang Lukschy
- Marco Yeh: Frank Schaff
- Massimo Serato: Eric Vaessen

## Kritiken
„Science-Fiction-Film, der seine Handlung durch märchenähnliche Motive strukturiert. Böser und guter Bruder kämpfen mit Hilfe von Zuschauern um die Macht: der Kampf wird im Weltall ausgetragen. Alle Figuren sind schablonenhaft gezeichnet, einziges Handlungselement ist Gewalt. Das läßt den tricktechnisch unterdurchschnittlichen Film vor allem im Hinblick auf Jugendliche bedenklich erscheinen.“

Am 1. Oktober 2021 wurde der Film im Rahmen der Tele-5-Reihe Die schlechtesten Filme aller Zeiten gezeigt.
Barbara Bach und Richard Kiel spielten bereits in James Bond Der Spion der mich liebte (1977) und Der wilde Haufen von Navarone von 1978 zusammen.

## Soundtrack
Der Soundtrack von Kampf um die 5. Galaxis (L’umanoide) mit der Musik zum Film von Komponist Ennio Morricone ist als LP und CD im Laufe der Jahre auf verschiedenen Soundtrack-Labeln erschienen, unter anderem bei RCA Records und GDM.